# Weisshornweg
Der Weisshornweg ist ein Höhenweg in der Weisshorngruppe des Kantons Wallis in der Schweiz und führt von Jungen (1960 m ü. M.) über das Jungtal (2387 m) und die Wasulicke (3114 m) zur Topalihütte (2674 m ü. M.) und dann über den Guggiberg (2222 m) nach Randa (1406 m ü. M.). Er ist 22,54 km lang und eröffnet wunderbare Aussichtspunkte auf die Mischabel. Der höchste Punkt ist die Wasulicke mit 3114 m ü. M., die das Jungtal mit dem Wasmutälli verbindet. Der Höhenweg wurde am 24. August 2003 eröffnet.

## Topalihütte und Wegdistanzen

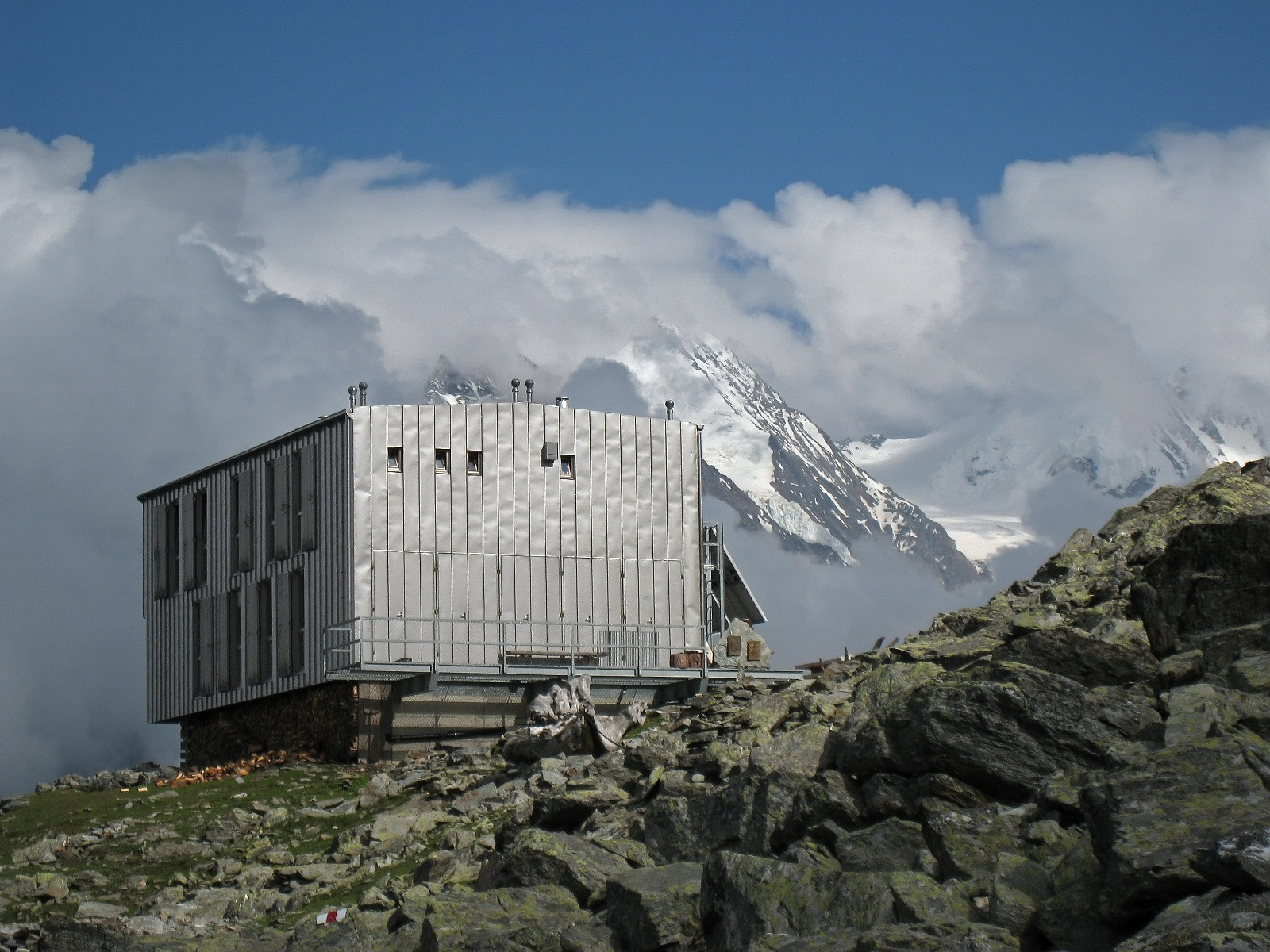
Topalihütte auf

Dank der Topalihütte kann der Weisshornweg in zwei Tagesetappen
- von 10,69 km von Jungen zur Topalihütte und
- von 11,85 km von der Topalihütte bis Randa

bewältigt werden.
Von der Terrasse der Topalihütte besteht ein Ausblick von der Mischabel mit Täschhorn (4491 m) und Dom (4545 m) bis zum Aletschgletscher.

## Wegverlauf
Jungen kann von St. Niklaus Dorf (1120 m ü. M., walliserdeutsch Zaniglas) aus sowohl zu Fuss über den Jungerweg als auch mittels einer Personenseilbahn erreicht werden.

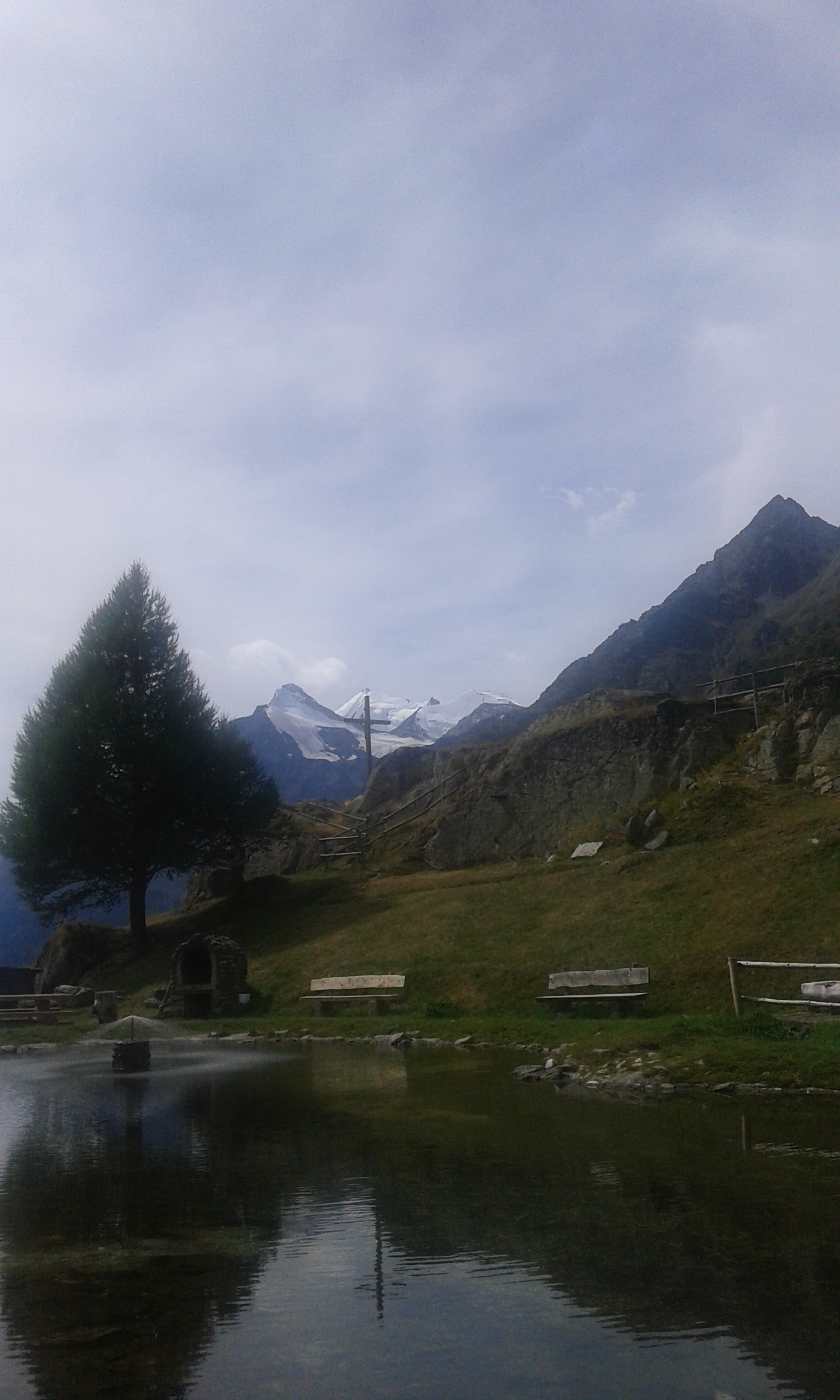
Der Rastplatz Seewjinen auf, der sich unweit oberhalb der Endstation der Jungerbahn befindet. Bei diesem Rastplatz finden sich auch Feuerstellen, Holzbänke und Tische. Im Hintergrund Brunegghorn, Weisshorn, Bishorn und Festihorn

### Jungerweg
Der Jungerweg führt von Kreuzwegstation zu Kreuzwegstation von St. Niklaus Dorf (1120 m ü. M.) bis auf eine Höhe von 1940 m ü. M. zur Kapelle Jungen, die im Jahre 1762 errichtet wurde. Die Rosenkranz-Kapellen entlang des Jungerwegs gehen auf das Jahr 1735 zurück. Der alte Saumweg ist hervorragend ins Gelände eingepasst und führt zuerst durch Wiesen und dann durch Wald, der mit der Höhe immer lichter wird. Durch die Unterführung beim Bahnhof St. Niklaus (1126,7 m ü. M.) der Strecke der Brig-Visp-Zermatt-Bahn der Matterhorn-Gotthard-Bahn geht der Jungerweg in 3,94 km hinauf zur Kapelle Jungen.
Bei der Balmulägni in einer Höhe von 1230 m ü. M. bis 1233 m ü. M. (Balmu und Lägni walliserdeutsch für Stechpalme oder Unterschlupf und Ebene) folgt der Jungerweg der «Wasserleita» Tumbalmuwasser (Suone). Nach insgesamt 1,6 km in einer Höhe von 1390 m ü. M. vorbei an der Abzweigung nach Teli und Sparren quert er nach 1,74 km den Jungbach auf einer Höhe von 1411 m ü. M. und zieht dann nach 3,09 km auf einer Höhe von 1719 m ü. M. vorbei an der Abzweigung sowohl zur Mittelstation der Jungerbahn bei Gafinu auf 1795 m ü. M. als auch nach Wintergadmen (1809 m ü. M.). Zwischen den beiden Siedlungen Wintergadmen und Jungen liegen die Gebäudegruppen Lerchji (1798 m ü. M.), Dili (1853 m ü. M.), Biel (1895 m ü. M.) und Egga (1934 m ü. M.), die über Wintergadmen erreichbar sind.

### Personenseilbahn St.Niklaus Dorf – Jungen
Die Talstation (1138,8 m ü. M.) der Jungerbahn befindet sich unweit oberhalb des Bahnhofs St. Niklaus (1126,7 m ü. M.) der Strecke der Brig-Visp-Zermatt-Bahn der Matterhorn-Gotthard-Bahn. Die zwei verbundenen Kabinen der zweispurigen Pendelbahn mit Trag- und Zugseil können je vier Personen befördern. Die Endstation der Genossenschafts-Bahn, die ganzjährig in Betrieb ist, liegt auf einer Höhe von 1990,5 m ü. M.

### Jungtalweg – Alpenblumenweg

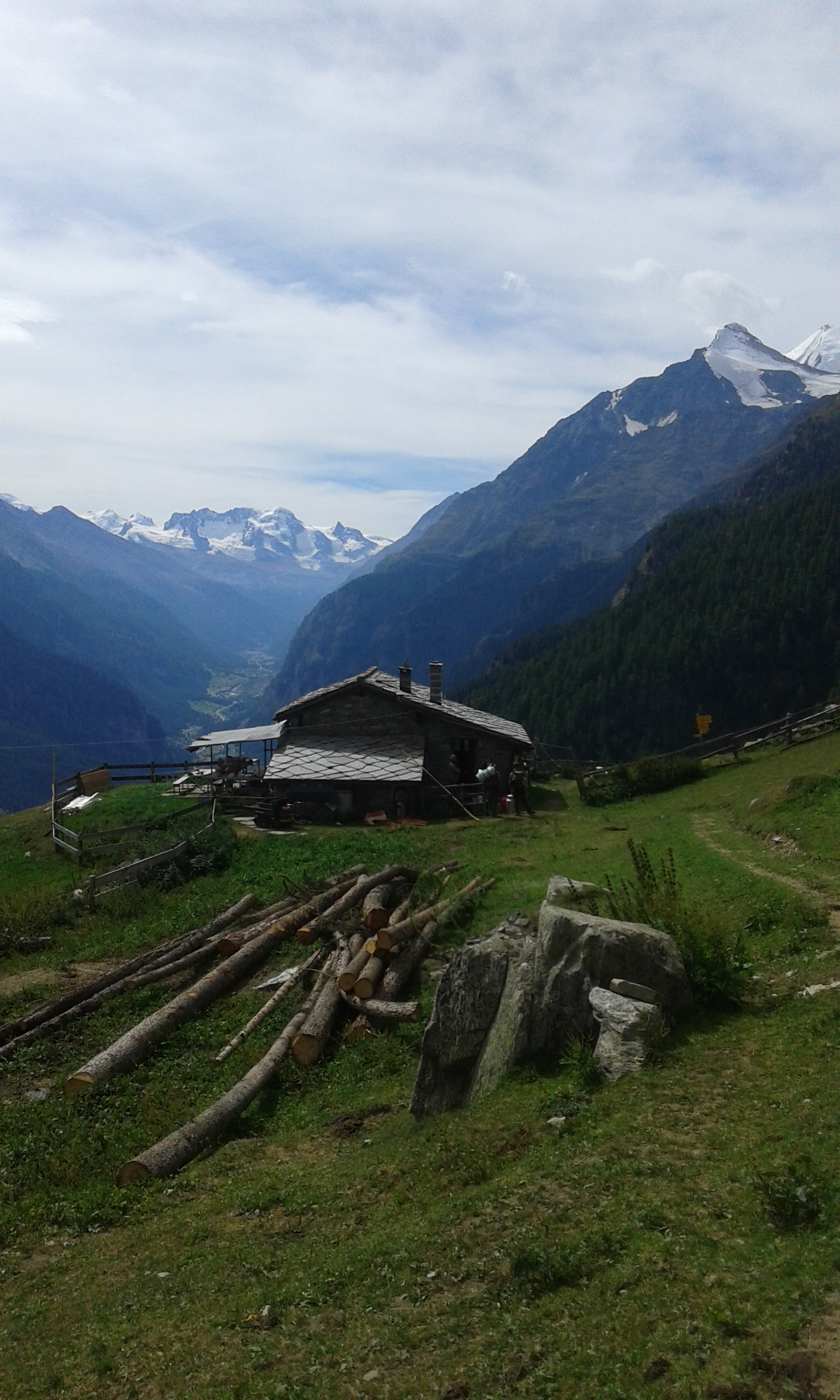
Alphütte der Jungeralp auf, im Hintergrund Castor, Pollux, Breithorn, Klein Matterhorn, Brunegghorn und die Flanke des Weisshorns

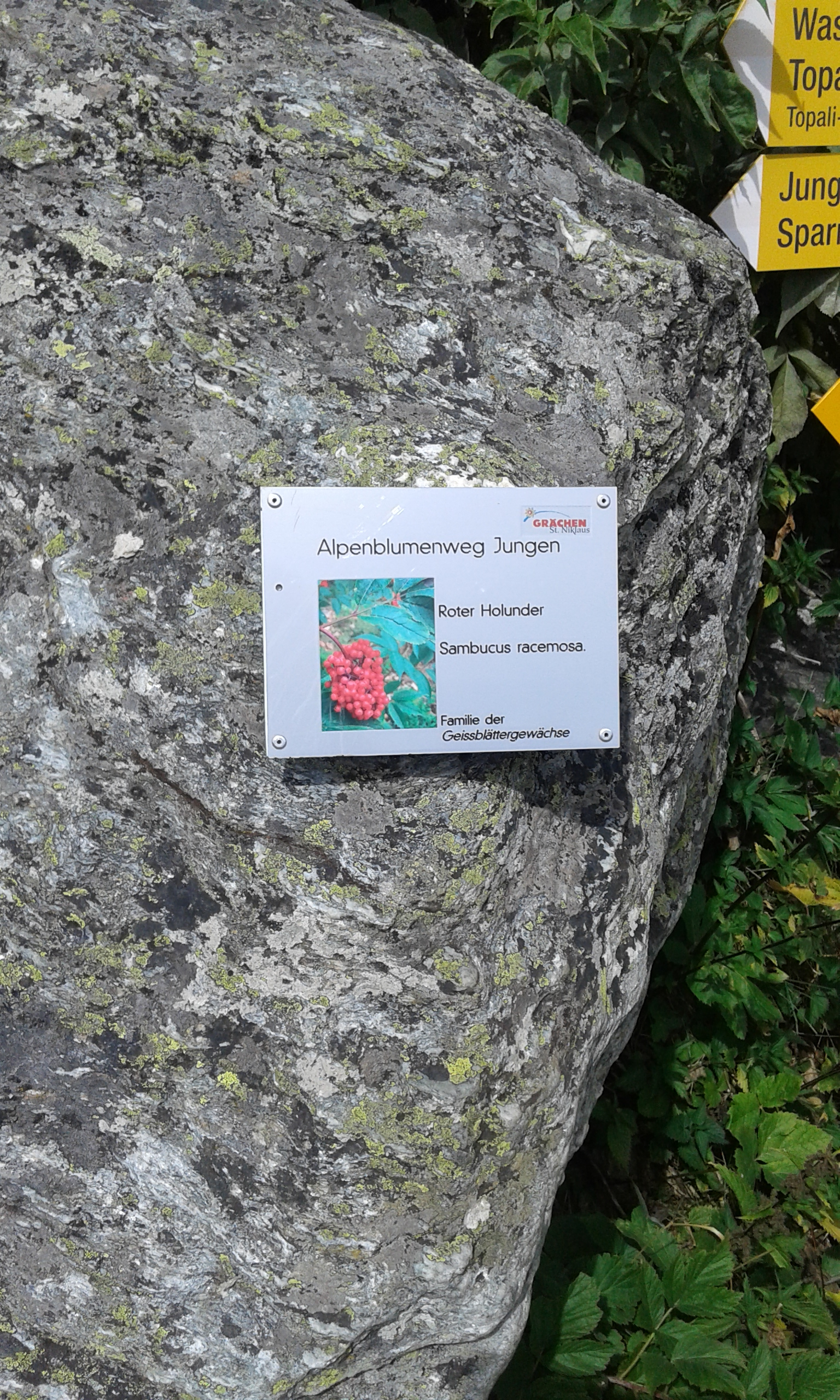
Jungtalweg bzw. Alpenblumenweg

Von der Alphütte der Jungeralp, die sich auf einer Höhe von 1989 m ü. M. am nördlichen Ende der Siedlung Jungen befindet, führt der Wanderweg durch lichten Lärchenwald und nach 449 m entlang einer hohen, schönen Trockensteinmauer über die Waldgrenze hinaus bis ins Jungtal auf 2387 m ü. M. Die gösstenteils noch gut erhaltene Trockensteinmauer wurde in den Jahren 1926 bis 1932 für die Aufforstung errichtet, so dass das Wild und vor allem die Ziegen die Jungbäume nicht erreichen konnten. Die Steigung des Jungtalwegs bleibt immer moderat, so dass nach insgesamt 2,44 km die Stallungen der Jungtalalp erreicht wird. Entlang dem Jungtalweg sind über 80 Tafeln zu finden, die die vielfältige Alpenflora mit Foto und Text beschreiben, so dass der Weg von Jungen ins Jungtal auch unter dem Namen Alpenblumenweg bekannt ist.

### Jungtal – Topalihütte
Von der Alphütte und den Stallungen des Jungtals (2387 m) geht der Weisshornweg zuerst auf eine Höhe von 2417 m und zieht sich nach 128 m an der linken Talflanke bis ans Ende des Jungtals, von wo er stärker ansteigt und Richtung der grossen Moräne zielt, die vom Massiv des Wasu- (3343 m) und Festihorns (3092 m) hinunterzieht. Nach 3,03 km überquert der Wanderweg den Jungbach in einer Höhe von 2760 m, wo ein letzter grosser Anstieg bis auf eine Höhe von 3114 m ü. M. zur Wasulicke bewältigt werden muss (Wasu und Licke walliserdeutsch für Rasenstück und Lücke), bevor der Abstieg zur Topalihütte auf eine Höhe 2674 m ü. M. erfolgen kann. Nach insgesamt 4,8 km auf der Wasulicke angelangt, eröffnet sich der wunderbare Blick sowohl auf das Brunegghorn und die wilden Ostabstürze des Barrhorns der Weisshorngruppe als auch gegenüber auf die Mischabel. Von der Wasulicke folgt der Weg ins obere Wasmutälli auf eine Höhe von 2970 m ü. M. (Wasmu und Tälli walliserdeutsch für Rasen bilden und Tal) und dann zur Stelline auf eine Höhe von 2765 m ü. M., quert die Moränen unter dem Stelligletscher und steigt dann leicht wieder an zur Topalihütte. Von den Stallungen der Jungtalalp bis zur Topalihütte beträgt die Wegdistanz 8,08 km.

### Topalihütte – Randa

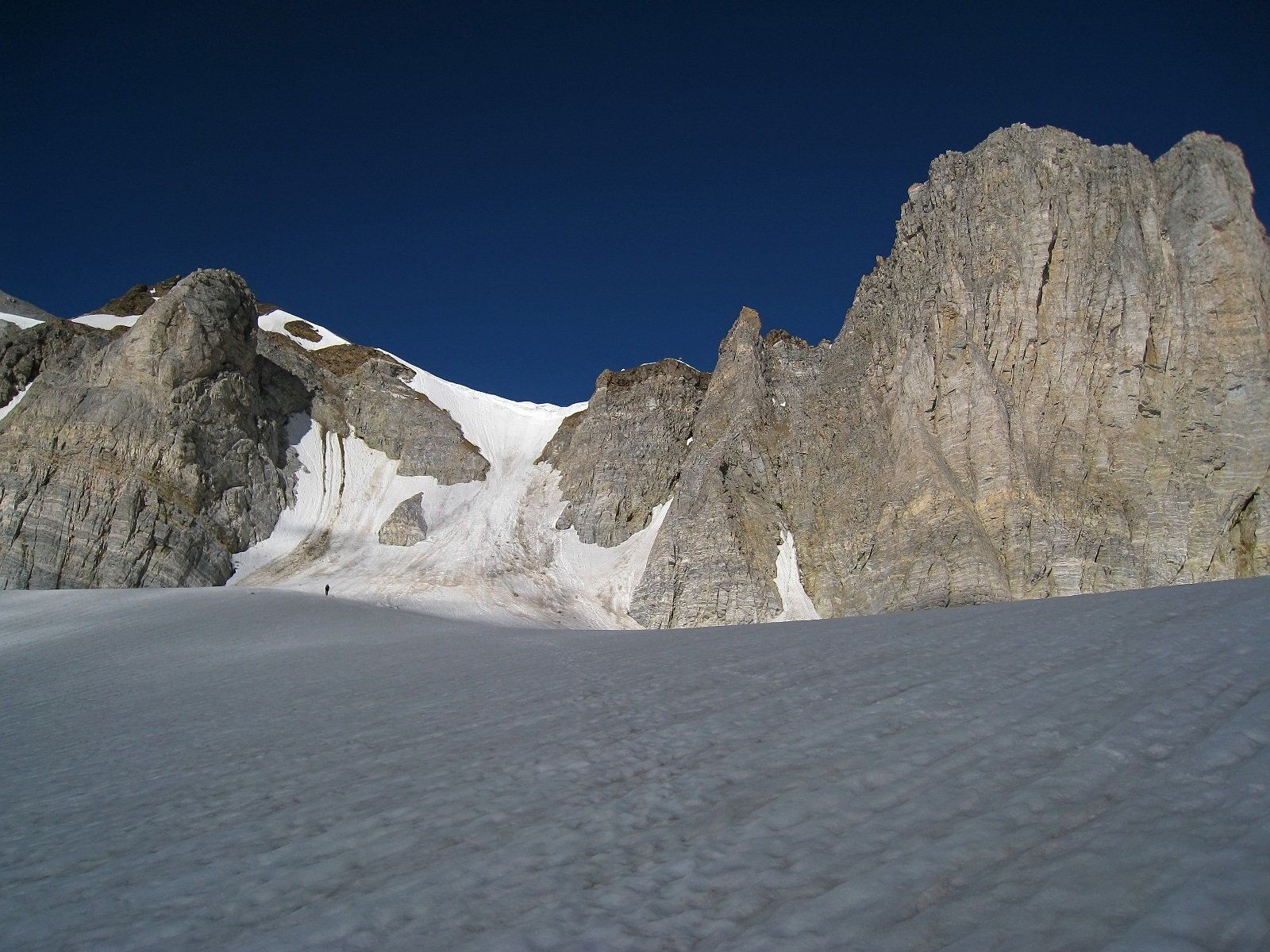
Schöllijoch von Osten

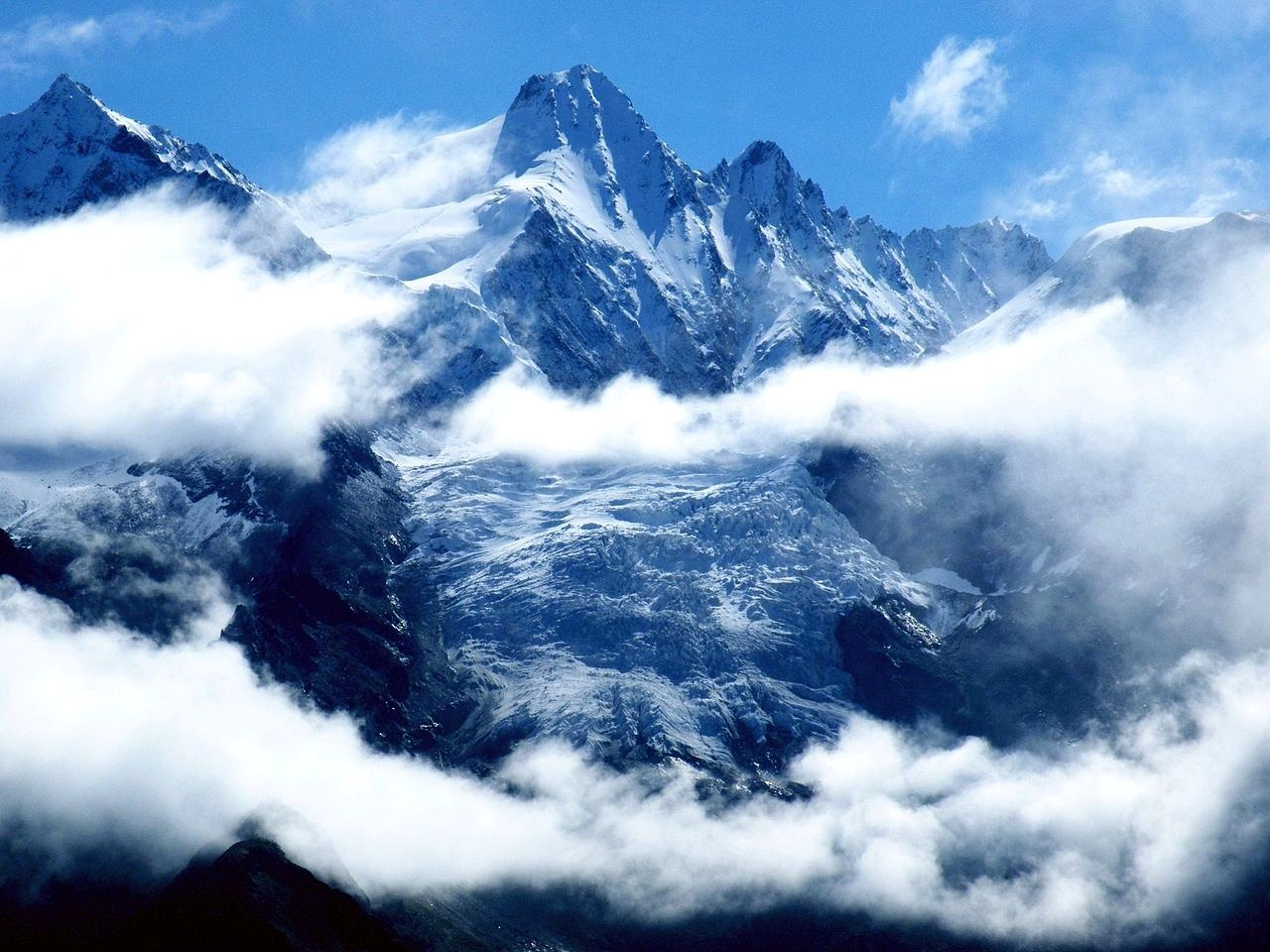
Blick vom Weisshornweg

Von der Topalihütte (2674 m ü. M.) in Richtung Süden steigt der Weisshornweg zuerst einmal auf eine Höhe von 2714 m ü. M. bis zur Abzweigung zum Schöllijoch (3343 m). Nach diesen 524 m führt er in stetem Auf und Ab, tendenziell eher abfallend, um das Gratrücken-Eck Abberg herum und via der Mulde Tälli unter dem Schwarzhorn (2985 m) hindurch auf eine Höhe von 2222 m ü. M. zum Guggiberg, von wo der Höhenweg oberhalb des Bergabbruches von Randa weiterführt. Nach 5,51 km auf einer Höhe von 2230 m ü. M. wird eine Wegverzweigung erreicht, von wo man alternativ über Guggini (2077 m) und Reckholder direkt nach Herbriggen absteigen kann. Der Originalweg führt nach insgesamt 7,64 km beim Längenflueberg auf einer Höhe von 2378 m ü. M. vorbei an der Wegverzweigung Richtung Bodmen (2235 m) zum Aussichtspunkt "Kastel" (2830 m) und von dort nur noch abwärts bis nach Randa auf eine Höhe von 1406 m. Der Wanderer wird u. a. mit einem wunderbaren Blick auf den Bisgletscher der Weisshorngruppe belohnt. Brücken helfen über die Bäche der Gräben des Tummigbachs (nach 2,87 km in 2634 m ü. M.) bzw. Holzzügji (nach insgesamt 4,41 km in 2319 m ü. M.) und Rosszügji (nach insgesamt 6,98 km in 2307 m ü. M.). Von der Topalihütte bis zum Bahnhof Randa ist die Wegdistanz insgesamt 11,85 km.
Hinweis: Dieser Teil des Höhenweges öffnet häufig erst später in der Saison, in manchen Jahren musste er auch geschlossen bleiben. Aktuelle Hinweise befinden sich ab Juni auf der Webseite der Topalihütte.

### Wegplanung
Die Teilstrecken unter dem Bisgletscher hindurch zum Weisshornhüttenweg und zur Weisshornhütte und weiter nach Zermatt wurden bis dato leider noch nicht verwirklicht. Auch der Unterhalt der bestehenden Abschnitte ist fraglich, da das Gebiet im Osten von Weisshorn, Bishorn und Brunegghorn stark erdrutschgefährdet ist. Zudem hat zunächst die Wiederherstellung des Europawegs auf der gegenüberliegenden Seite des Mattertals hohe Kosten verursacht, so dass die Finanzierung des weiteren Ausbaus des Weisshornwegs fraglich ist.

## Anforderungen
Obwohl die etwas heikleren Stellen der Teilstrecken "Jungtal – Topalihütte" und "Topalihütte – Randa" des Weisshornwegs mit Handketten und Fixseilen gesichert sind, sind diese beiden Teilstrecken nur für geübte und ausdauernde Wanderer zu empfehlen, die mit Schwierigkeit T4 bewertet werden.

## Einkehrmöglichkeiten
- Topalihütte,
- Jungen sowie
- St. Niklaus Dorf und Randa.